# Anatol Chirinciuc
Anatol Chirinciuc (n. 4 februarie 1989, în Nisporeni) este un fotbalist moldovean care evoluează la clubul FC Milsami Orhei, pe postul de portar.

## Palmares
Zimbru Chișinău
- Cupa Moldovei: 2013–14
- Supercupa Moldovei: 2014